# 1990年世界女子ハンドボール選手権
1990年世界女子ハンドボール選手権は韓国で1990年に開催された第10回世界女子ハンドボール選手権である。初めてヨーロッパ以外の国で開催された大会でもある。当時、ドイツは東西統一を果たしていたが、本大会には東ドイツ代表と西ドイツ代表が別々に出場した。

## 最終順位
|   | ソビエト連邦   |
|   | ユーゴスラビア |
|   | 東ドイツ       |
| 4 | 西ドイツ       |
| 5 | オーストリア   |
| 6 | ノルウェー     |
| 7 | ルーマニア     |
| 8 | 中国           |

| 9  | ポーランド   |
| 10 | デンマーク   |
| 11 | 韓国         |
| 12 | ブルガリア   |
| 13 | スウェーデン |
| 14 | フランス     |
| 15 | カナダ       |
| 16 | アンゴラ     |